# (33643) 1999 JJ82
1999 JJ82 (asteroide 33643) é um asteroide da cintura principal. Possui uma excentricidade de 0.19760300 e uma inclinação de 14.45793º.
Este asteroide foi descoberto no dia 12 de maio de 1999 por LINEAR em Socorro.